# ライナー・ホーネック
ライナー・ホーネック（Rainer Honeck、1961年3月23日 - ）は、オーストリアのヴァイオリニスト。ウィーン・フィルハーモニー管弦楽団のコンサートマスターである。

## 人物・来歴
1961年、オーストリア ネンツィング生まれ。
1981年に、ウィーン国立歌劇場管弦楽団のメンバーとなり、1984年にウィーン・フィルの団員となる。
1992年に、20代でウィーン・フィルハーモニー管弦楽団のコンサートマスターに抜擢されて以来、ソリスト、指揮者としても活躍。日本でも数十回演奏会を重ね、好評を得ている。
カナダ人の夫人とウイーン郊外の豪邸に住み、日本のすだれ（といっても一対で２００万円もする）や陶磁器を並べたインテリアで有名。
2012年頃、ウィーン・フィル最初の女性コンサートマスター、アルベナ・ダナイロヴァ（ブルガリア人）との間に男の子が生まれ、キャロル夫人とは別居状態になった。

### 家族・親族
- 兄：マンフレート・ホーネック - 指揮者